# Mainà de les Sula
El  mainà de les Sula (Streptocitta albertinae) és un ocell de la família dels estúrnids (Sturnidae). És endèmic de les illes Sula, a Indonèsia. Els seus hàbitats són els pantans, matollars i boscos tropicals i subtropicals de frondoses humits de les terres baixes, les terres llaurades i els boscos molt degradats. El seu estat de conservació es considera de risc mínim.